# Jeni Acterian
Eugenia Maria Acterian, prin căsătorie Georgescu, cunoscută în teatru ca Jeni Arnotă, (n. 22 iunie 1916, Constanța, România – d. 29 aprilie 1958, București, România), a fost o regizoare română, de origine armeană, teatrolog și autoare a unui jurnal intim. Este sora scriitorilor Arșavir Acterian și a lui Haig Acterian. Ea a lăsat aproape o mie de pagini de Jurnal, tipărit în 1991 de Editura Humanitas.

## Biografie
Eugenia Maria Acterian s-a născut la Constanța și a fost sora mai mică a fraților Haig și Arșavir Acterian.
Jeni (sau Jenny) Acterian a cunoscut încă din tinerețe pe Mircea Eliade, Eugen Ionescu, Emil Cioran, Petre Țuțea, Petru Comarnescu, Marietta Sadova (soția lui Haig Acterian), și pe mulți alții din aceeași generație. A fost bună prietenă cu Marieta Rareș, Clody Berthola, pictorița Nuni Dona (nepoata Cellei Delavrancea), Alice Botez, Rori Nasta (soția actorului și regizorului Dan Nasta), pictorița Lucica Vasiliu etc. 
La 16 ani, Jeni și-a notat primele însemnări într-un caiet, au urmat apoi alte 27 de caiete, în care a continuat să scrie în limba română, franceză sau engleză timp de douăzeci și unu de ani. Și-a dorit să publice proză, dar fiind foarte exigentă cu ea însăși, nu a reușit niciodată să finalizeze un text care să o mulțumească.
Se căsătorește (în 1954) cu tânărul actor Adrian Georgescu, dar căsătoria cu el o dezamăgește în asemenea măsură, încât se cufundă într-o depresie severă: timp de peste o lună se închide în casă, nu mănâncă și nu face nimic altceva decât să fumeze încontinuu. Revine la o viață normală, dar nu se duce în provincie unde fusese mutată cu slujba, ci stă acasă, traducând piese de teatru. 
Se îmbolnăvește de maladia Hodgkin (limfogranulomatoză malignă) și își petrece ultimii patru ani din viață în suferință. Moare în noaptea dintre 28-29 Aprilie 1958 la Spitalul I.C. Frimu, la vârsta de 41 de ani.

### Studii
Primii 10 ani de școală i-a făcut la Liceul „Notre Dame de Sion” din București, după care a fost nevoită, din lipsă de bani, să-și dea examenele, inclusiv cel de bacalaureat, în particular. S-a înscris la Facultatea de Litere și Filozofie.
Jeni Acterian și-a luat licența în 1940 cu o teză de licență pe o temă de logică matematică: Raționamentul prin recurență. A fost studenta a lui Nae Ionescu, alături de Alice Botez . A fost remarcată de Alphonse Dupront, directorul institutului francez, care îi promite o bursă la Sorbona, însă începerea celui de-al Doilea Război Mondial a împiedicat-o să-și continue studiile. Rămasă în țară, primește ajutorul lui Mircea Vulcănescu și lucrează timp de patru ani și jumătate ca referent la C.A.F.A. („Casa Autonomă de Finanțare și Amortizare”), slujbă pe care o detestă. 
În 1947 se înscrie la secția de regie a Conservatorului de Artă Dramatică.

### Activitatea ca regizor
A fost asistentă de regizor de scenă și apoi regizor principal la Teatrul Odeon, Teatrul Municipal și Teatrul Tineretului din București. 
La teatrul Municipal, care acum poartă numele de Lucia Sturdza Bulandra, unde a fost asistent de regie, a colaborat cu regizorii Liviu Ciulei și Marietta Sadova. Numele său de scenă era Jeny Arnotă.

#### Piese regizate
- Helen, Tommy și Joe - Teatrul Odeon (asistent de regie - 1948)
- Scufița roșie - Teatrul L.S. Bulandra (1949)
- Poveste despre adevăr - A.T.F. București (1949)
- Doi tineri din Verona - A.T.F. București (1949)
- Crima directorului Riggs - Teatrul Toma Caragiu Ploiești- (1951)

### Opera literară
Jurnalul lui Jeni Acterian, intitulat Jurnalul unei ființe greu de mulțumit (sau Jurnalul unei fete greu de mulțumit), cuprinde 27 de caiete, aflate astăzi în fondul Acterian din cadrul Fundației Arhiva Culturală Română. A reușit să fie publicată numai prima parte, din 1932 până în 1947.
Scrierile jurnaliere au fost o preocupare importantă a generației lui Jeni Acterian, Mircea Eliade, Mihail Sebastian, Anton Holban, Dan Botta, Emil Botta manifestându-și interesul față de experiența jurnalieră. Postum, a fost publicat și un volum de „Corespondență”.
Despre „jurnalul său intim” Nicolae Manolescu scrie: „a scăpat de trei perchiziții, încuiat într-un cufăr îngropat în pământ, ceea ce a dus la degradarea unor foi. Consemnările sunt de o sinceritate aproape brutală și fără complezență față de sine.”
Pe lângă scrierile originale, este și autoare a unor traduceri de piese de teatru, din limbile franceză și engleză.
În anul 2005 s-a publicat un volum cu corespondența sa.